# Хлистов Денис Володимирович
Денис Володимирович Хлистов (рос. Денис Владимирович Хлыстов; 4 липня 1979, м. Уфа, СРСР) — російський хокеїст, нападник.   
Вихованець хокейної школи «Салават Юлаєв» (Уфа). Виступав за «Салават Юлаєв-2» (Уфа), «Салават Юлаєв» (Уфа), «Нафтохімік» (Нижньокамськ), «Металург» (Магнітогорськ), «Салават Юлаєв» (Уфа), «Югра» (Ханти-Мансійськ), «Ак Барс» (Казань).
У Континентальній хокейній лізі — 452 матчі (79+96), у Кубку Гагаріна — 103 (9+24).
Досягнення
- Бронзовий призер чемпіонату Росії (2009)
- Фіналіст Ліги чемпіонів (2009).